# ویلهلم گورا
ویلهلم گورا (لهستانی: Wilhelm Góra; ۱۸ ژانویهٔ ۱۹۱۶ – ۲۱ مهٔ ۱۹۷۵) بازیکن فوتبال اهل لهستان بود.
وی همچنین در تیم ملی فوتبال لهستان بازی کرده‌است.